# کالسونیک کانسای
کالسونیک کانسای (انگلیسی: Calsonic Kansei) شرکت خودروسازی ژاپنی است، که در سال ۱۹۳۸ تأسیس شد.